# 圖馬-拉達利亞
圖馬-拉達利亞（西班牙語：El Tuma - La Dalia），是尼加拉瓜的城鎮，位於該國中部，由馬塔加爾帕省負責管轄，始建於1989年，面積652平方公里，海拔高度341米，2005年人口56,681，人口密度每平方公里86.93人。
13°4′N 85°45′W / 13.067°N 85.750°W